# Joseph Sauer (Theologe, 1872)

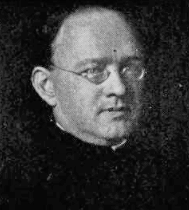
Joseph Sauer (ca. 1917)

Joseph Sauer (* 7. Juni 1872 in Unzhurst (Baden); † 13. April 1949 in Freiburg im Breisgau) war ein deutscher katholischer Theologe, Christlicher Archäologe und Kunsthistoriker.

## Leben und Wirken
Joseph Sauer besuchte von 1885 bis 1889 die Privatlehranstalt von Franz Xaver Lender in Sasbach. Nach dem Abitur 1891 in Rastatt begann er im selben Jahr an der Universität Freiburg Katholische Theologie zu studieren, wobei er sich nicht als Anhänger der Neu-Scholastiker sah. Nach seiner Priesterweihe 1898 in St. Peter wurde er 1900 mit der Arbeit Die Symbolik des Kirchengebäudes und seiner Ausstattung in der Auffassung des Mittelalters an der Universität Freiburg promoviert, einem bis heute grundlegenden Werk, das Anregungen aus der französischen Forschung, insbesondere von Émile Mâle, aufnahm. Sauer war Schüler des als liberal geltenden Kirchen- und Kunsthistorikers Franz Xaver Kraus. 1900/01 erhielt er das Reisestipendium des Deutschen Archäologischen Instituts. Sauer wurde zugleich von dem Mainzer „Kulturprälaten“ Friedrich Schneider gefördert. Nach dem Tod von Kraus im Dezember 1901 übernahm Sauer dessen Verbindungen zu Reformtheologen und fungierte im Geheimen als Mittelsmann im Rahmen der Modernismuskrise. Er pflegte insbesondere Kontakte zu Friedrich von Hügel, Henri Bremond, George Tyrrell und Alfred Loisy, für dessen berühmtes Werk L’Évangile et l’Église Sauer die deutsche Übersetzung betreute. Sauer unterstützte auch die Anstrengungen von Carl Muth, der sich einem konstruktiven Dialog des Katholizismus mit der Literatur und den Künsten verpflichtet fühlte. 
Trotz seiner liberalen Ansichten auf dem Gebiet der Theologie war Joseph Sauer politisch konservativ. Während der Weimarer Republik war er zumindest privat der Ansicht, dass Deutschland keine demokratisch-säkulare Gesellschaft sein solle.  
Von 1909 bis zu seinem Tode war er Konservator der kirchlichen Denkmäler in Baden und erwarb sich größte Verdienste um die Denkmalpflege. Am 14. November 1916 erhielt Joseph Sauer das neu geschaffene Ordinariat für Patrologie und Christliche Archäologie an der Theologischen Fakultät der Universität Freiburg, das er bis zu seiner Entpflichtung 1937 innehatte. Im Jahr 1928 wurde Sauer als Ehrenmitglied in die KDStV Hercynia Freiburg im Breisgau aufgenommen. Er führte seine Lehrtätigkeit auch als Emeritus bis 1948 fort, sein Nachfolger wurde sein Schüler Johannes Kollwitz. Er bekleidete 1925/26 sowie 1932/33 das Amt des Rektors der Freiburger Universität. Sein umfangreiches Tagebuch ist eine wichtige Quelle für die Freiburger Universitätsgeschichte, insbesondere für das Rektorat Martin Heideggers.
Sauer spielte eine wichtige Rolle in der Wissenschaftsorganisation des Deutschen Reiches, unter anderem im Rahmen der Görres-Gesellschaft, der Zentraldirektion des Deutschen Archäologischen Instituts, des Tags für Denkmalpflege und Heimatschutz, des Germanischen Nationalmuseums und des Alemannischen Instituts.
Sauer begleitete den Prinzen Johann Georg von Sachsen auf mehreren Reisen zur Besichtigung von Ausgrabungen nach Palästina, Ägypten und Syrien, ferner reiste er nach Russland und Armenien. Für seine Verdienste ernannte ihn die katholische Kirche 1933 zum Päpstlichen Hausprälaten. Im Jahr 1942 erhielt er die Goethe-Medaille für Kunst und Wissenschaft.
Nach dem Zweiten Weltkrieg war Sauer als ständiger Senator am Wiederaufbau der Universität Freiburg beteiligt. Er setzte sich für eine überkonfessionelle politische Zusammenarbeit an der Universität und in Südbaden ein und bereitete so mit anderen den Boden für die sich neu formierende CDU.